# Ines Diers
Ines Diers (Rochlitz, 2 de noviembre de 1963) es una nadadora freestyle alemana.
A los 16 años de edad, ganó un total de cinco medallas en los boicoteados Juegos Olímpicos de Moscú de 1980 en Moscú, URSS.